# Sinués
Sinués es una localidad española perteneciente al municipio de Aísa, en la Comarca de La Jacetania, provincia de Huesca, Aragón.
Las fiestas mayores se celebran en el primer fin de semana de octubre, haciéndose en honor a la Virgen del Rosario. 
El pueblo en su conjunto, así como su iglesia parroquial en particular, fueron incluidos en el catálogo de bienes inscritos como parte del sitio Caminos de Santiago de Compostela: Camino Francés y Caminos del Norte de España, dentro del Patrimonio de la Humanidad.

## Localización
El pueblo está situado a aproximadamente 20 km de Jaca en el valle de Aísa (Val d'Aisa en aragonés) y a 1078 metros sobre el nivel del mar. Linda al oeste con el valle de Aragües y al este con el valle de Borau. El valle está formado por las poblaciones de Aísa, Esposa y Sinués, ordenadas de mayor a menor número de habitantes. A este valle también pertenecen las pistas de esquí de Candanchú aunque desde el valle no se pueda acceder a las pistas.

## Demografía
| Gráfica de evolución demográfica de Sinués entre 1842 y 1960 |
| |
| Población de derecho según los censos de población del INE Población de hecho según los censos de población del INEEntre el censo de 1970 y el anterior, este municipio desaparece porque se integra en el municipio Aisa |

## Monumentos de interés
- Iglesia parroquial gótica restaurada.
- Ermita de San Andrés (en ruinas).
- Torrero, torreón medieval restaurado.

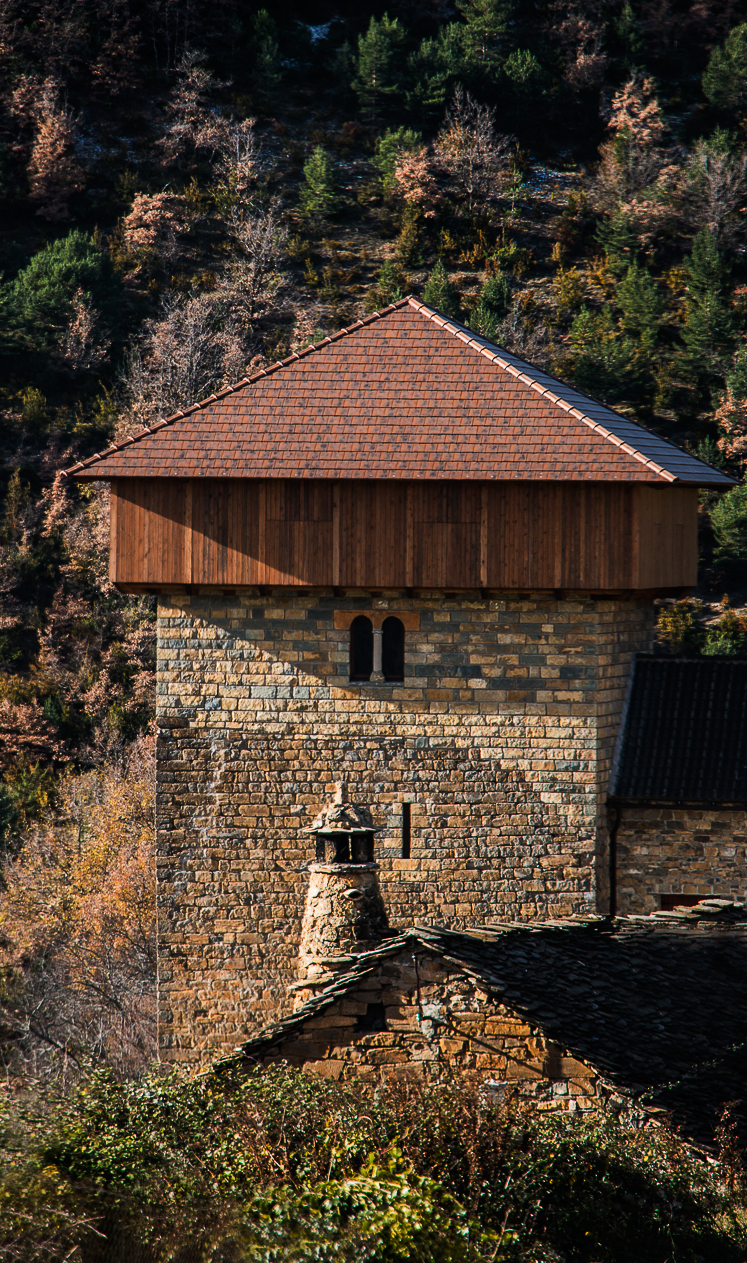
Vista Este del Torreón Medieval de la localidad de Sinués.
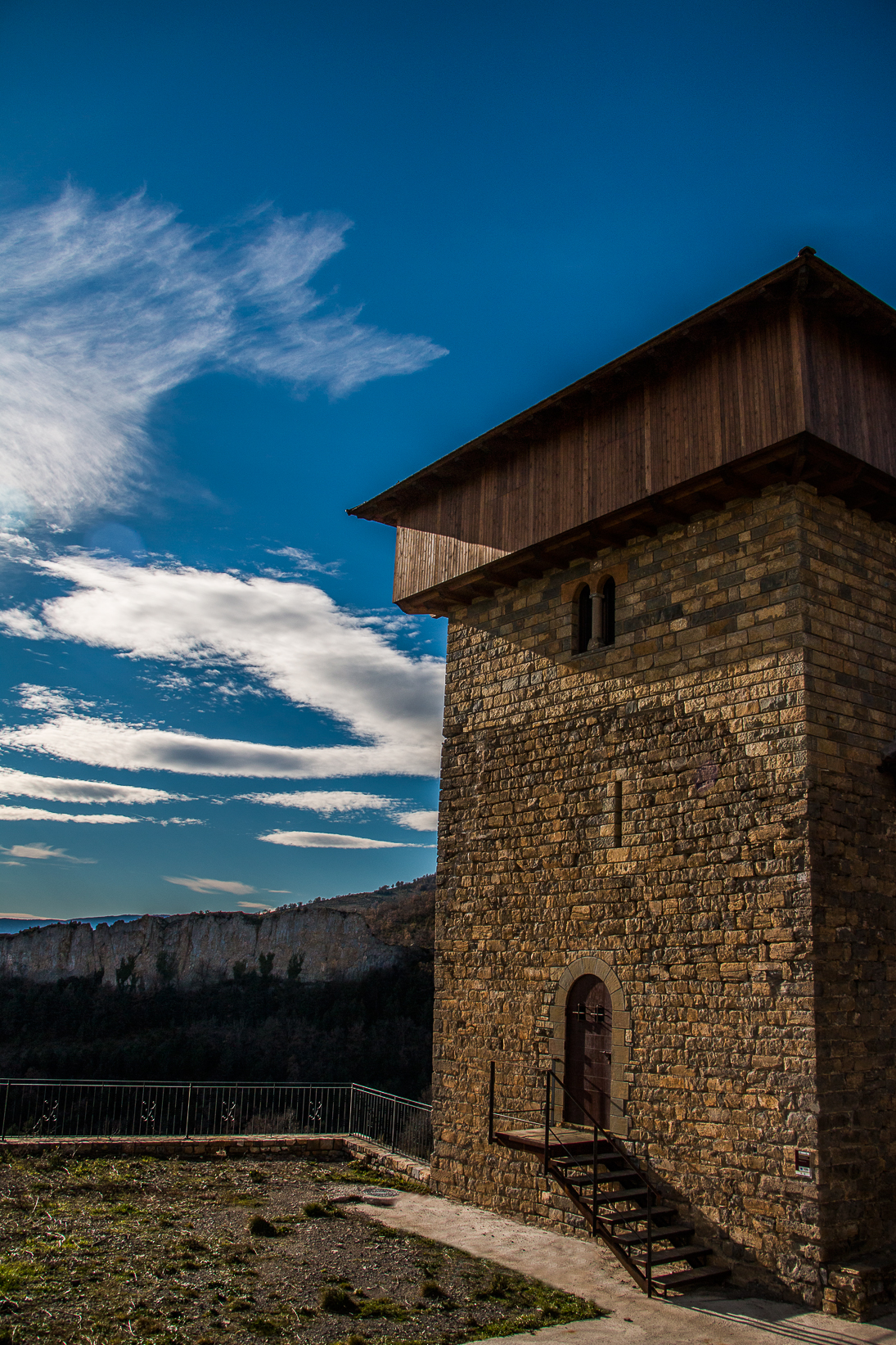
Vista hacia el Sur
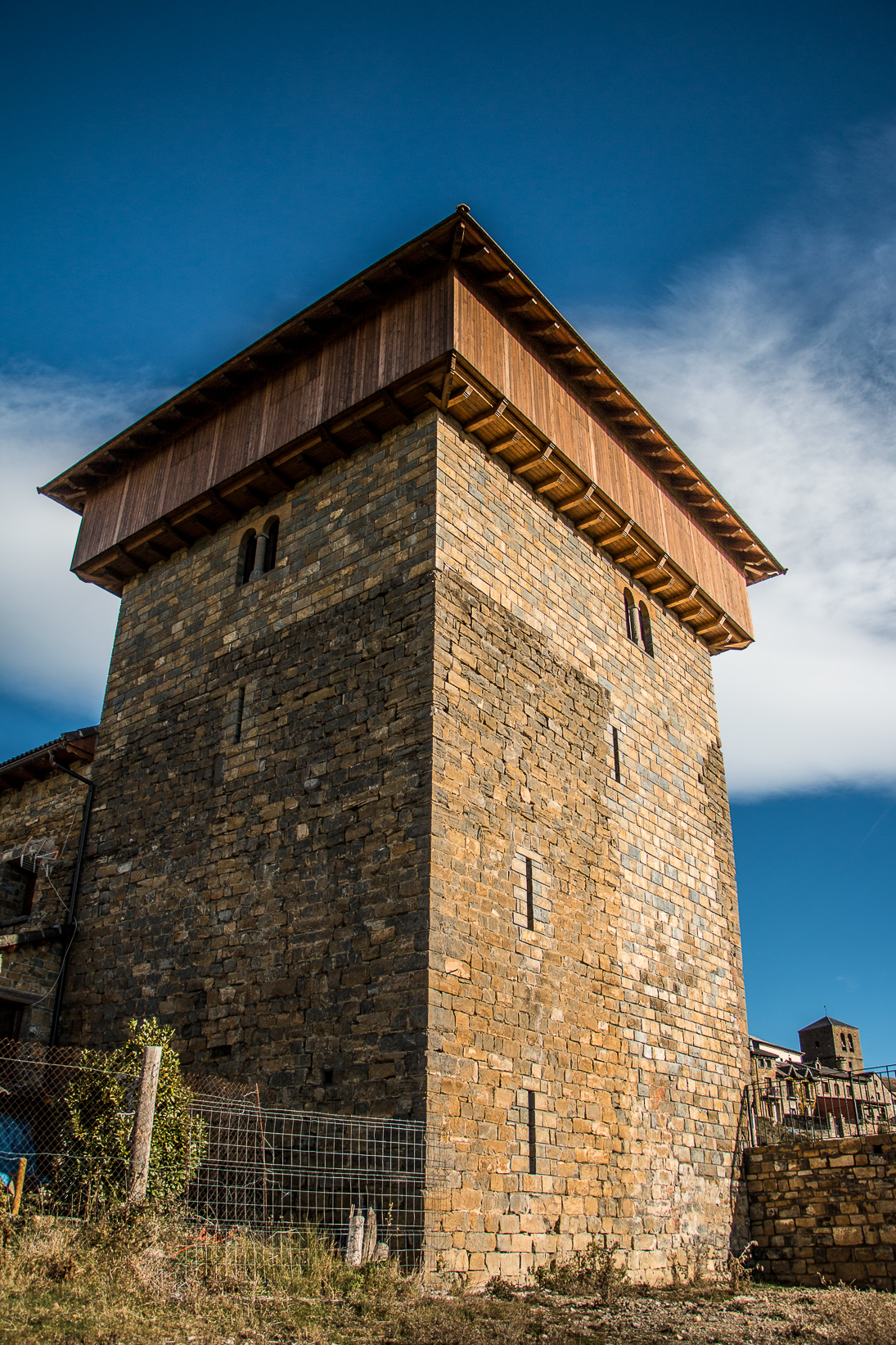
Vista hacia le Norte

## Personalidades nacidas en Sinués
- José Gracia, escritor en aragonés, autor del libro "Asinas yera y asinas se feba".